# Villa Pisani (Bagnolo di Lonigo)

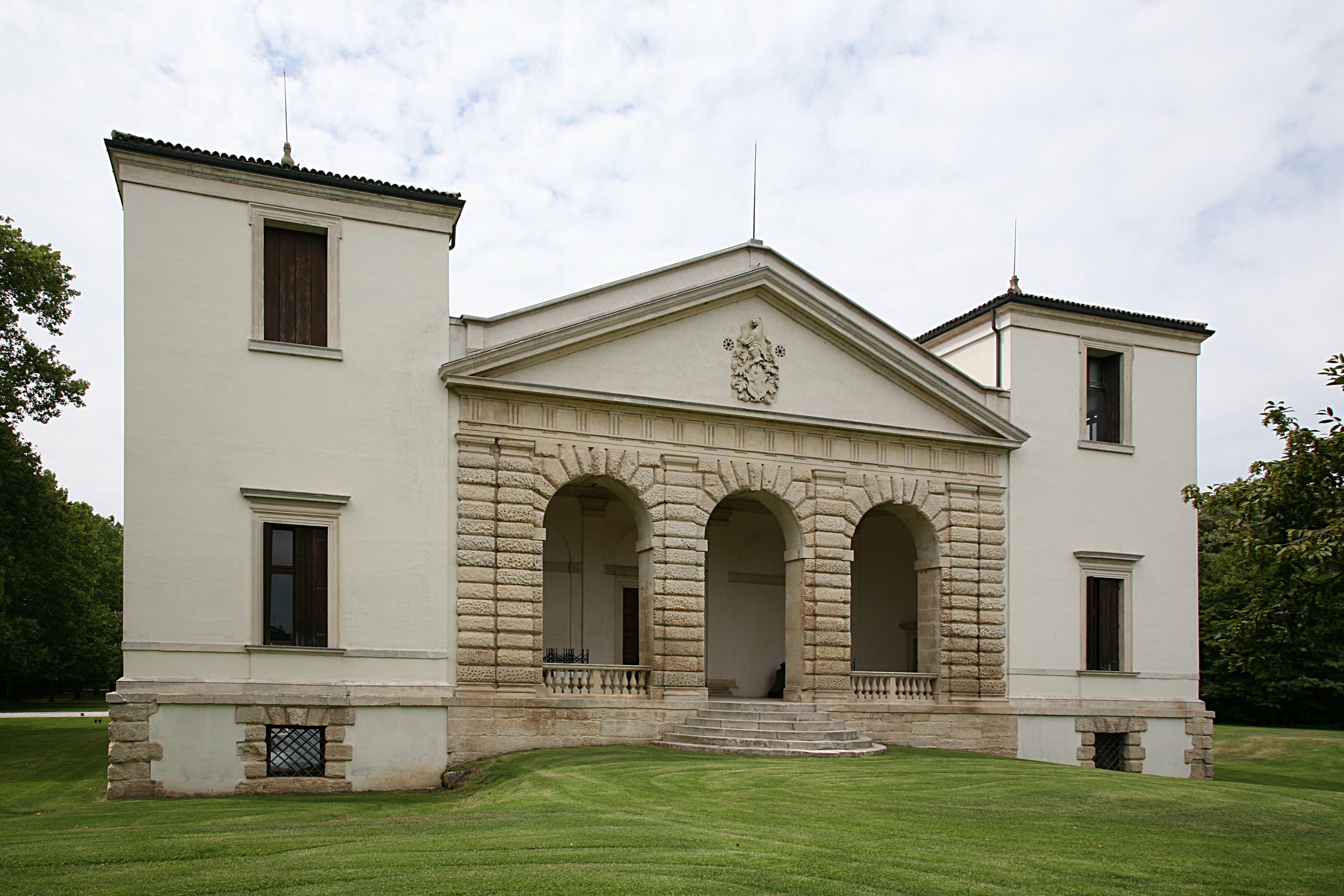
Villa Pisani in Bagnolo di Lonigo, Fassade zum Fluss

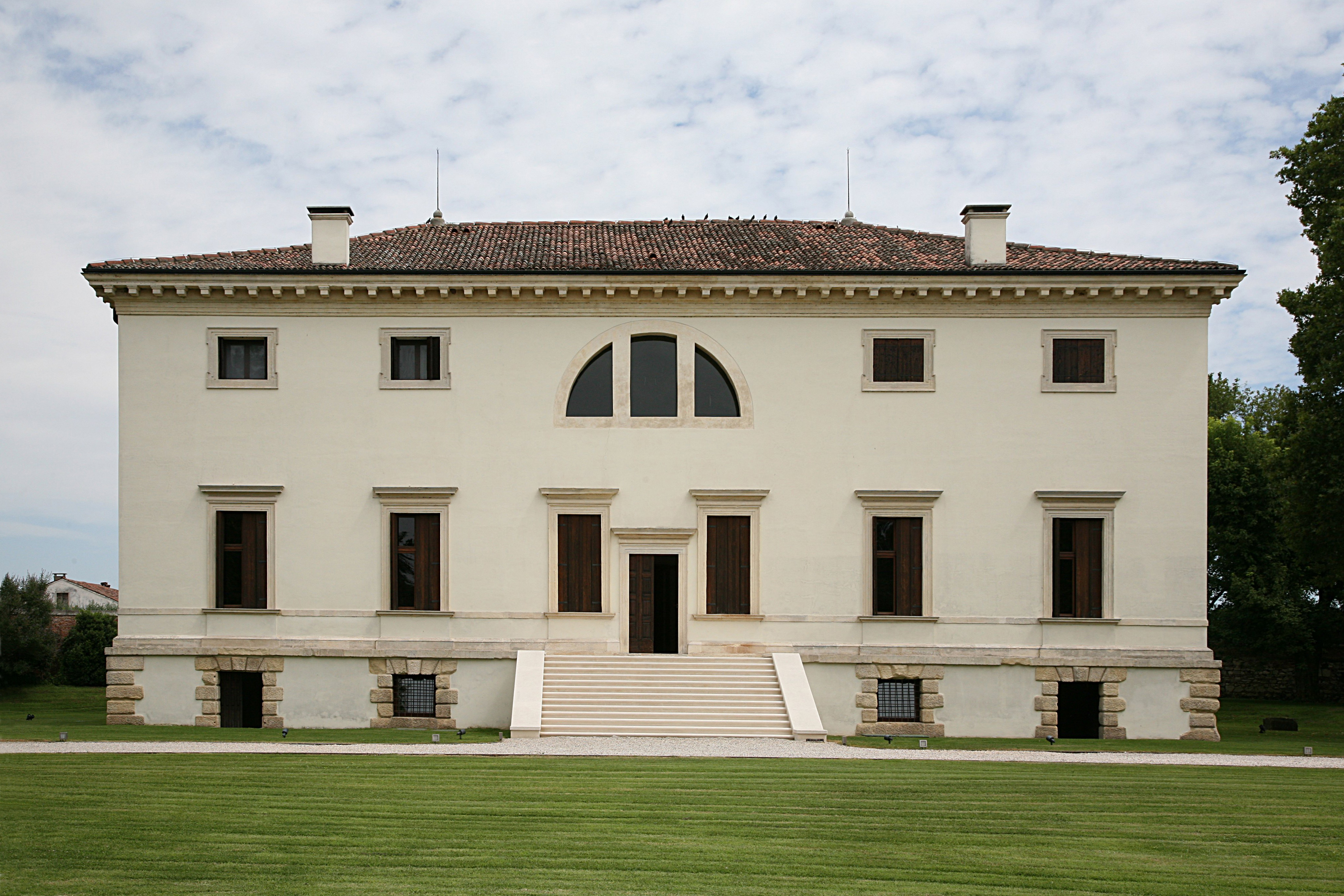
Hof-Fassade

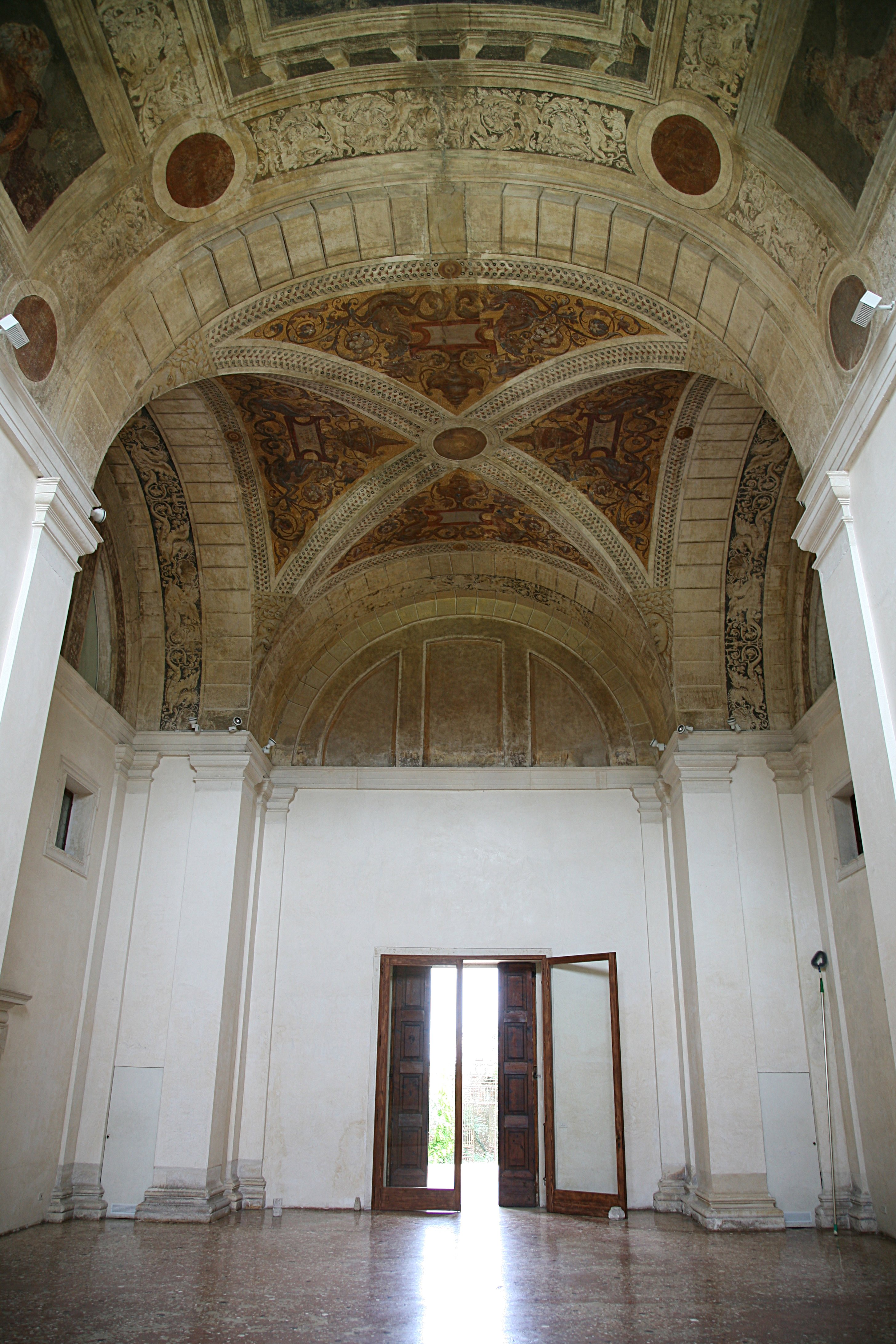
Haupthalle, Blick zur Loggia

Die Villa Pisani ist eine am Fluss Guà bei Bagnolo di Lonigo gelegene Villa. Sie wurde zwischen 1542 und 1544 nach Plänen des italienischen Architekten Andrea Palladio erbaut, 1560 entwarf er die Wirtschaftsflügel.

## Geschichte
Auf dem Grundstück soll schon vor Palladios Bau eine Villa oder ein Kastell gestanden haben, das durch einen Brand zerstört wurde. Seit etwa 1520 war es im Besitz der adeligen Familie Pisani. Palladio selbst nennt die drei Brüder Vittorio, Marco und Daniele als Bauherren. 1544 war das Herrenhaus fertiggestellt. Einige Jahre später, um 1560, wurde Palladio noch einmal tätig, um einen umfangreichen Wirtschaftstrakt zu bauen. Dieser ist heute nicht mehr vorhanden.

## Architektur
Die Villa liegt an der breiten Seite eines rechteckigen, auf allen Seiten von einem Säulengang umgebenen Hofs. Sie weist mit ihrer Eingangsseite zum Fluss Guà, zur Bauzeit eine schiffbare Wasserstraße. Die Fassade der Villa ist in drei Teile gegliedert: Zwei seitliche Türme flankieren eine Loggia, in der sich drei Arkadenbögen öffnen. Die Zweiturmvilla war ein üblicher Bautyp im Veneto. Hier erheben sich die Türme allerdings kaum über den Baukörper, sie sind auch nicht nach vorne gezogen und wirken gegenüber dem Mittelteil nicht dominierend. Die drei Bögen in der Loggia sind rustiziert. Der obere Abschluss ist ein Triglyphen-Fries, direkt darüber schließt der über die ganze Breite der Loggia verlaufende Dreiecksgiebel an. Das schlichte Giebelfeld wird durch das Familienwappen der Bauherren geschmückt. Eine einfache Treppenanlage, in Palladios Plan in den „Vier Büchern über die Architektur“ über die ganze Breite der Loggia eingezeichnet, führt Richtung Fluss hinab. Die Fassade zum Hof ist einfacher ausgeführt: sie ist glatt verputzt und nur durch die Fenster gegliedert. Die Mittelachse wird durch drei rechteckige Fenster und ein dreiteiliges Thermenfenster betont. In den „Vier Büchern über die Architektur“ ist die Hoffassade mit einer vorgelagerten kleinen Halle abgebildet, welche die Gebäudeseiten gegenüber der Mittelachse zurücktreten lässt.
Der Grundriss der Villa ist quadratisch. Die Proportionen der einzelnen Räume gibt Palladio mit eins zu ein zwei Drittel bei den größeren, mit eins zu 1,5 bei den kleineren an. Die Decke des Hauptsaals ist gewölbt, die Höhe dieses Raums beträgt das 1,5fache der Breite. Die anderen Räume sind flach gedeckt, ihre Höhe entspricht der Zimmerbreite. Die horizontale Gliederung unterscheidet den Keller, das Piano nobile und das Mezzanin. Für Palladio ist diese Villa eingeschossig, da er Keller und Mezzanin nicht als vollwertige Geschosse zählt. Im Keller befanden sich die Küche und Räume für Diener, im Obergeschoss Lagerräume. Nur das Piano nobile diente als eigentliche Wohnung der Besitzer. Die Erschließung von Keller und Obergeschoss erfolgt über Treppen, die im Gebäudeinnern liegen und also komplett dunkel sind – ein Umstand, den Palladio damit erklärt, dass sie für die adligen Bauherren unwichtig seien.
Die umfangreichen, nicht erhaltenen Wirtschaftsgebäude schlossen sich an der flussabgewandten Seite an die Villa an. Der ganze Hof war mit dorischen Säulen umstellt. Auf der Zeichnung in den „Vier Büchern über die Architektur“ sind zwei seitliche Treppen abgebildet, über die der Umgang direkt von der Villa erreicht werden kann.